# The Serpent (serie de televisión)
The Serpent es una serie de televisión británica desarrollada por la compañía Mammoth Screen y comisionada por la BBC en coproducción con BBC One y Netflix. Está basada en los crímenes reales de Charles Sobhraj, quien asesinaba y robaba a jóvenes turistas entre 1975 y 1976 en Tailandia y Nepal. Fue protagonizada por Tahar Rahim en el papel de Sobhraj y por Jenna Coleman como Marie-Andreé Leclerc, compañera del homicida.
La serie inició su rodaje en Tailandia, pero la pandemia del Covid-19 retrasó la grabación durante cinco meses en 2020. El rodaje fue completado en Hertfordshire, Inglaterra, durante el mes de agosto del mismo año. Se estrenó a través de BBC One el 1 de enero de 2021 y fue añadida al catálogo de Netflix en abril.

## Sinopsis
Ambientada a mediados de la década de 1970, la serie relata la historia de Charles Sobhraj, un asesino en serie de ascendencia europea y asiática, mientras roba a los turistas, en particular a jóvenes mochileros, que viajan por Bangkok siguiendo la ruta hippie. Robando los pasaportes y las identidades de sus víctimas para viajar por el mundo, vende las joyas robadas junto a su novia canadiense Marie-Andrée Leclerc. Sobhraj se encuentra en el punto álgido de sus crímenes cuando un diplomático holandés, Herman Knippenberg, comienza a investigar los asesinatos de turistas holandeses y descubre pistas que lo conducen a él.

## Reparto
- Tahar Rahim es Charles Sobhraj

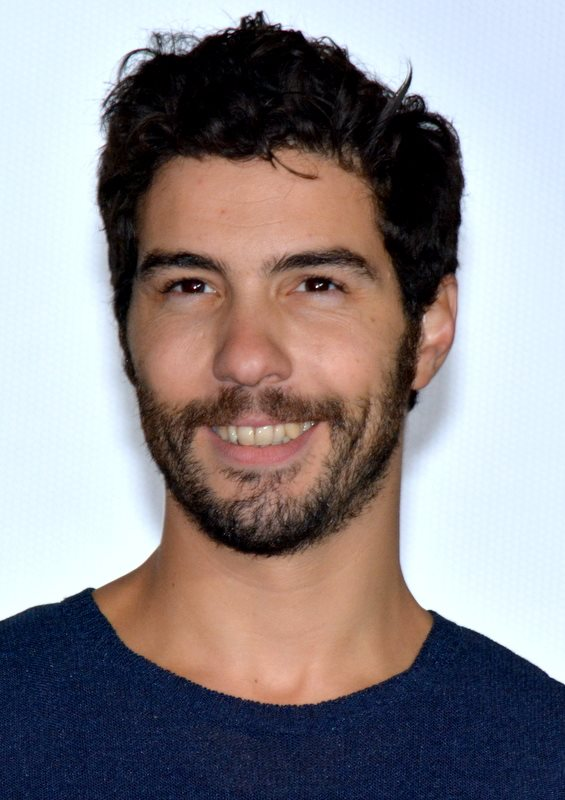
El actor francés Tahar Rahim interpreta el papel de Charles Sobhraj

- Jenna Coleman es Marie-Andrée Leclerc
- Billy Howle es Herman Knippenberg
- Ellie Bamber es Angela Kane
- Amesh Edireweera es Ajay Chowdhury
- Tim McInnerny es Paul Siemons
- Chicha Amatayakul es Suda Romyen
- Sahajak Boonthanakit es el General Janthisan
- İlker Kaleli es Vitali Hakim
- Adam Rothenberg es Gilbert Redland
- Mathilde Warnier es Nadine Gires
- Supadej Wongwatanaphan es Yotin
- Ellie de Lange es Helena Dekker
- James Gerard es Jules Dupont
- Apasiri Kulthanan es Lawana
- William Brand es el embajador van Dongen
- Chotika Sintuboonkul es Kannika
- Ryan O'Donnell es Greg Raynott
- Libby Jennings es Viola Raynott
- Raphael Roger Levy es Michel-Andre Jurion
- Fabien Frankel es Dominique Renelleau
- Stacy Martin es Juliette Voclain
- Alice Englert es Teresa Knowlton
- Tim McMullan es Douglas Cartwright
- Nicole Beutler es Dagmar Boeder
- Johan Van Assche es Otto Boeder
- Surasak Chaiyaat es Romyen
- Grégoire Isvarine es Remi Gires
- Ruby Ashbourne Serkis es Celia Austin
- Armand Rosbak es Willem Bloem
- Dasha Nekrasova es Connie-Jo Bronzich
- Thomas Ryckewaert es Jean Huygens
- Alyy Khan es Naranda Nath Tully